# House of Others
House of Others (em georgiano: სხვისი სახლი) é um filme de drama georgiano de 2016 dirigido e escrito por Rusudan Glurjidze. Foi selecionado como representante de seu país ao Oscar de melhor filme estrangeiro em 2017.

## Elenco
- Salome Demuria - Ira
- Ia Sukhitashvili - Azida
- Olga Dihovichnaya - Liza
- Alexander Khundadze - Leo
- Malkhaz Jorbenadze - Ginger